# 比塞尔
比塞尔（法語：Bissert，发音：[bisɛʁ] 或 [bisəʁt]）是法国下莱茵省的一个市镇，属于萨韦尔讷区和英维莱尔县（Ingwiller）。该市镇总面积3.37平方公里，2009年时的人口为143人。

## 人口
比塞尔人口变化图示